# Kaagsociëteit
De Kaagsociëteit is het verenigingsgebouw van de Koninklijke Watersportvereniging De Kaag, opgericht in 1910. Deze vereniging organiseert elk jaar de zogenaamde Kaagweek, een van de grootste zeilevenementen in Nederland.

## Gebouw
De Kaagsociëteit ligt op de noordwestoever van de Zweilanderpolder, bij de monding van de Zijp in het Zweiland, een van de Kagerplassen. Om de sociëteit te kunnen bereiken, is er op dit punt een voetpontje over de Zijp.
Zowel het gebouw van de Kaagsociëteit als de starttoren zijn rijksmonumenten.

## Geschiedenis van de vereniging
In 1910 werd de Zeil-, Roei- en MotorsportVereeniging (ZRMV) "De Kaag" opgericht. In 1917 kreeg deze het predicaat Koninklijk en in 1965 werd de naam gewijzigd in Koninklijke Watersportvereniging (KWV) "De Kaag". Deze vereniging had bij de oprichting 59 leden, allen zeilers. In 2011 waren er ongeveer 1900 leden, ook motorbootvaarders en sloeproeiers. De vereniging organiseert zeilwedstrijden; de bekendste daarvan is de zogenaamde Kaagweek; het op een na grootste zeilevenement in Nederland, na de Sneekweek. De Kaagweek heeft vanaf 1918 elk jaar plaatsgevonden, met uitzondering van de jaren 1943, '44 en '45. Ook in 2020 en 2021 werd er geen Kaagweek gehouden in verband met de COVID-19-pandemie. In 2022 zal derhalve de 100ste Kaagweek plaatsvinden. De vereniging heeft drie jachthavens met ongeveer 600 ligplaatsen.